# FULL Kabs
FULL Kabs（ふるかぶず）は、2017年に期間限定で結成された日本の音楽ユニット。
「声優界の大御所」（2017年時点）と称される井上和彦、三ツ矢雄二、水島裕の3人で構成される。
ユニット名の名付け親は戸田恵子。当初、「レジェンド3」と仮称されていたが、「自ら“伝説（レジェンド）”と名乗るのはおこがましい」という思いもあった。その話を聞いた戸田が「声優界の古株」であることから提案し、採用された。
2017年1月25日にミニアルバム『FULL Kabs〜伝説（レジェンド）には未だ早い!〜』をリリースし、同年2月25日昼に「FULL Kabsデビューコンサート」を、同日夜に「FULL Kabs解散コンサート」を開催し、解散した。
2014年頃、三ツ矢が主催する劇団で井上、三ツ矢、水島の3人で芝居をしたことがきっかけとなり、水島が徳永英明の『VOCALIST』シリーズのようなカバーアルバムの企画をランティス社長に持ち込み、これが採用されることになった。なお、企画は水島単独で行っており、井上、三ツ矢には、企画が通りそうになってから事後承諾のような形で、伝えられている。

## ディスコグラフィ
FULL Kabs〜伝説（レジェンド）には未だ早い!〜
1. キャンディ♥キャンディ
井上、三ツ矢、水島の3人が共演した数少ない番組の主題歌。
2. 誰がために
3. 宇宙の王者!ゴッドマーズ
4. タッチ
5. それは僕たちの奇跡
6. アニメーション・ドリーム
原曲は富山敬が歌唱している。
7. うゐろう売り
水島の友人であるラッパーのBANANA ICEによる曲。